# Pikien Maisie
Pikien Maisie is een  dorp in het district Wanica in Suriname. Het ligt aan de rechteroever van de Saramaccarivier tussen de dorpen Santigron en Haarlem.
In 2019 werden de grenzen tussen Pikien Maisie en verschillende dorpen in de omgeving vastgelegd. In 2020 overhandigde het dorpsbestuur een petitie met noden en grieven aan vicepresident Ronnie Brunswijk die het dorp persoonlijk bezocht. Dit hoge bezoek werd als historisch gezien.
Vanaf medio 1975 werd het dorp aangesloten op elektriciteitsvoorzieningen. In 2013 werd een weg hersteld die toegang biedt tot de Suralcoweg, door hem bosvrij te maken en een brug te bouwen over de Krumukukreek. Dertig jaar lang was het dorp niet meer via de weg bereikbaar geweest, waardoor verschillende dorpelingen zijn weggetrokken. In het dorp werd gehoopt dat er dorpelingen zouden terugkeren. Een extra doel van de overheid voor de ontsluiting van het dorp was om het in de gelegenheid te stellen om hun lokale economie te ontwikkelen.
De Nieuwe Grond · Domburg · Houttuin · Koewarasan · Kwatta · Lelydorp · Saramaccapolder